# Iwan Iwanowitsch Poloschkow
Iwan Iwanowitsch Poloschkow (russisch Иван Иванович Полошков; * 1. Juni 1986 in Nowokusnezk, Russische SFSR) ist ein russisch-kasachischer Eishockeytorwart, der seit 2016 bei Juschni Ural Orsk in der russischen Wysschaja Hockey-Liga spielt.

## Karriere
Poloschkow entstammt der Juniorenabteilung von Metallurg Nowokusnezk aus seiner russischen Geburtsstadt. Dort stand er in der Saison 2002/03 erstmals im Kader der zweiten Seniorenmannschaft, die der drittklassigen Perwaja Liga angehörte. In der Saison 2006/07 gehörte er nach einem Wechsel zum Kader von Energija Kemerowo in der zweitklassigen Wysschaja Liga. Anschließend hütete er zwei Jahre das Tor des kasachischen Traditionsklubs Kaszink-Torpedo Ust-Kamenogorsk. Nach einem kurzen Intermezzo beim HK Jugra Chanty-Mansijsk im Jahr 2009 kehrte er wieder zu Kaszink-Torpedo zurück. Mit Ust-Kamenogorsk gewann er 2007 den Kasachischen Pokalwettbewerb, erreichte den dritten Rang beim IIHF Continental Cup 2007/08 und wurde ein Jahr später kasachischer Vizemeister. Nach einem Jahr bei Jermak Angarsk und einigen Monaten bei Sputnik Nischni Tagil, für die er ebenfalls in der Wysschaja Hockey-Liga spielte, kehrte er im Dezember 2015 erneut zu Torpedo zurück. Seit 2016 hütet er das Tor von Juschni Ural Orsk, das auch in der Wysschaja Hockey-Liga spielt.

### International
Poloschkow vertrat Kasachstan erstmals bei der U20-Junioren-Weltmeisterschaft der Division I 2006 im belarussischen Minsk. Dabei kam er einmal zum Einsatz. Im Seniorenbereich spielte er bei der Weltmeisterschaft der Division I 2009 im litauischen Vilnius, als die Mannschaft den überraschenden Aufstieg in die Top-Division schaffte. Zudem vertrat er seine Farben im Februar 2009 bei der Olympiaqualifikation für die Winterspiele in Vancouver 2010. Zwei Jahre später war er hinter Witali Jeremejew und Witali Kolesnik dritter Torwart Kasachstans bei den Winter-Asienspielen 2011. Bei den Spielen in der kasachischen Hauptstadt Astana gewann das Team die Goldmedaille. Später gab er die kasachische Staatsangehörigkeit auf, sodass er im Juli 2015 ausschließlich russischer Staatsbürger war.

## Erfolge und Auszeichnungen
- 2007 Kasachischer Pokalsieger mit Kaszink-Torpedo Ust-Kamenogorsk
- 2008 3. Platz beim IIHF Continental Cup mit Kaszink-Torpedo Ust-Kamenogorsk
- 2009 Kasachischer Vizemeister mit Kaszink-Torpedo Ust-Kamenogorsk
- 2019 Gewinn des IIHF Continental Cups mit dem HK Arlan Kökschetau

### International
- 2009 Aufstieg in die Top-Division bei der Weltmeisterschaft der Division I, Gruppe A
- 2011 Goldmedaille bei den Winter-Asienspielen